# Delambre (månekrater)
Delambre er et nedslagskrater på Månen. Det befinder sig i det centrale højland på Månens forside, sydvest for Mare Tranquillitatis. Det er opkaldt efter den franske astronom Jean B.J. Delambre (1749 – 1822).
Navnet blev officielt tildelt af den Internationale Astronomiske Union (IAU) i 1935. 

## Omgivelser
Vest for Delambrekrateret ligger kraterparret Theon Junior og Theon Senior, hvoraf det sidstnævnte er fjernest og ligger mere mod nordvest.

## Karakteristika
Delambre har terrasser i den indre kratervæg og et lille krater liggende langs den nordlige rand. Mod syd findes et lavt skår, som danner et let hak. Det har høje vægge, hvoraf nogle når en højde på ca. 4.570 meter.
Delambre var landingsstedet for den ubemandede månesonde Ranger 8, som fotograferede krateret. Delambre dateres til æraen Øvre Imbrian for 3,8 til 3,2 milliarder år siden.

## Satellitkratere
De kratere, som kaldes satellitter, er små kratere beliggende i eller nær hovedkrateret. Deres dannelse er sædvanligvis sket uafhængigt af dette, men de får samme navn som hovedkrateret med tilføjelse af et stort bogstav. På kort over Månen er det en konvention at identificere dem ved at placere dette bogstav på den side af satellitkraterets midte, som ligger nærmest hovedkrateret. Delambrekrateret har følgende satellitkratere:
| Delambre | Længde | Bredde  | Diameter |
| -------- | ------ | ------- | -------- |
| B        | 1,7° S | 19,6° Ø | 10 km    |
| D        | 1,1° S | 17,6° Ø | 5 km     |
| F        | 1,0° S | 19,3° Ø | 5 km     |
| H        | 1,0° S | 16,4° Ø | 16 km    |
| J        | 0,3° S | 16,8° Ø | 12 km    |

## Måneatlas
- Billeder af Delambrekrateret i LPI-måneatlasset